# 新貝田鉄也郎
新貝田 鉄也郎（しんかいだ てつやろう、1966年 - ）は、日本の漫画家、キャラクターデザイナー。東京都出身、埼玉県在住。

## 人物・来歴
高校在学中に知人の紹介で漫画家としてデビュー。デビュー以来、成人向け漫画で活躍。当時のペンネームは「とろろいも1号」。
クリエイター集団いちごはうすの一員として、特撮ヒーローモノのキャラクターデザインも手がける。漫画の枠外で自身を「怪獣を描かせたら日本で二番目」と語る。

## 作品リスト

### 一般向け漫画
- 『アイドル天使ようこそようこ』 （1993年 - 1997年、バンダイ、メディアコミックDYNE→メディアワークス、『コミック電撃大王』yt）
同名アニメのコミカライズだが、未完。単行本未収録[6]。
- 『怪人ようちえん monster's kindergarten』 （2014年 - 2019年、集英社『ウルトラジャンプ』、全4巻）
- 『ヒメカに、僕は。』 （集英社『ウルトラジャンプ ニコニコ版』[7]、〈ヤングジャンプ・コミックス・ウルトラ〉、全1巻）
  1. 2020年11月19日[8]、ISBN 978-4-08-891748-1

### 成人向け漫画
- 『新貝田鉄也郎大百科』 （1994年2月、白夜書房〈ホットミルクコミックス11〉、ISBN 4-89367-381-5）
  - 1986年から1993年までの短篇集。
  - 魔法の少女リリカルマコ / 孔雀座 -くじゃくざ- / コろころコロン / 遊星少女ナスカ / YOUNG AND PRETTY / すごい日本人 / 魔球の伝説 / ゴーガの像 / HEROINES' / 魁!! とろろ塾 出張版 / 魁!! とろろ塾 / NIGHT SLAVEY / NIGHT SLAVEY II / NIGHT SLAVEY III / ブリッジにて… / 拘束戦隊ビザレンジャー / 調教師びんびん物語「ちびっ子SM大集合の巻」 / 調教師びんびん物語 II / びんびん3 / 超教師伝説びんびん4 / 調教師びんびん物語5 -魔獣教室- / 調教師びんびん物語6 / 作品解説 / あとがき / 正しいエロ漫画の描き方
- 『新貝田鉄也郎大百科(上) 青の巻』 （1996年11月1日発売[9]、コアマガジン〈ホットミルクコミックス55〉、ISBN 4-87734-072-6）
  - ロボット、怪獣もの傑作選
- 『新貝田鉄也郎大百科(下) 赤の巻』 （1996年12月9日初版奥付〈1996年11月1日発売[10]〉、コアマガジン〈ホットミルクコミックス56〉、ISBN 4-87734-073-4）
  - ロリ、エロ寄り傑作選
  - イラストカード / 遊星少女ナスカ / 魔法の少女リリカルマユ / 孔雀座 / YOUNG AND PRETTY / 調教師びんびん物語 / 調教師びんびん物語2 / 調教師びんびん物語3 / 調教師びんびん物語4 / 調教師びんびん物語5 / 調教師びんびん物語6 / 魁!!とろろ塾(出張版) / お子さま大将軍(コラム) / ロボット男爵(コラム) / 作品解説(赤) / あとがき
- 『女子ショー』 （2009年1月10日発売[11]、コアマガジン〈ホットミルクコミックス282〉、ISBN 978-4-86252-543-7）
  - イラスト／しいくがかり＃1～＃2／とくべつなわたしたち＃1～＃4／解説／デビュー＃1～＃5／日曜日のすごしかた／いつもの／ゆりの発表会／あとがき
- 『ワルイコトイイコト』 （2013年9月24日初版奥付〈2013年8月31日発売[12]〉、コアマガジン〈メガストアコミックス382〉、ISBN 978-4-86436-525-3）
  - 五年三組山本ゆり／はつねのオーデション ＃1～4／みのりちゃんPR!!／かてチョ！ ＃1・2／ミンナのコ／召還女子 サモン☆ピンク episode:1～3／召還女子 サモン☆ピンク last episode／未来巨神ミライオー／あとがき

### 画集
- 『PRINCESS QUEST 新貝田鉄也郎オール作画』 （1996年、英知出版〈EICHI MOOK〉、ISBN 4-7542-5045-1）
- 『ULTRA GRAPHICS 1999-2009 ウルトラジャンプ10周年記念画集』 （2009年10月、集英社、ISBN 978-4-08-782250-2）、オムニバス

### ゲーム
- 『スペース・エンペラー』 （1989年、翔企画、イラスト、カードゲーム）
- 『ファイナルクライシス』 （1991年、テクノグラード、キャラクターデザイン）
- 『デュアルオーブII』 （1994年、アイマックス、キャラクターデザイン）
- 『流星雀士キララ☆スター』 （1996年、ジャレコ、キャラクターデザイン）
- 『ファイターズインパクト』 （1996年、タイトー、キャラクターデザイン）
- 『VS雀士ブランニュースターズ』 （1997年、ジャレコ、キャラクターデザイン）
- 『ワイルドアームズ セカンドイグニッション』 （1999年、メディア・ビジョン、モンスターデザイン）
- 『ウィークネスヒーロー トラウマン』 （2001年、インターチャネル・ホロン、キャラクターデザイン）
- 『サムライエボリューション 桜国ガイスト』 （2002年、エニックス、エクスのデザイン）
- 『あそび塾』 （2002年、An*tique、原画）
- 『偲笛恋華』 （2006年、An*tique、原画）
- 『無限航路』 （2009年、セガ、戦艦デザイン）

### 特撮
- 『光戦隊マスクマン』 （1987年、東映、キャラクターデザイン）
- 『超獣戦隊ライブマン』 （1988年、東映、キャラクターデザイン）
- 『銀河ロイドコスモX』 （2001年、キャラクターデザイン）

### その他
- 『仮面ライダーBLACK MADソルジャー計画』の挿絵担当
- 『東映スーパー戦隊35作品記念公式図録 百化繚乱 [上之巻] 戦隊怪人デザイン大鑑 1975-1995』
  - 新貝田のインタビューが掲載。
- 『BASTARD!! -暗黒の破壊神-』の竜戦士のキャラクターデザイン